# 鈴木大輔 (作家)
鈴木 大輔（すずき だいすけ）は、日本のライトノベル作家。

## 略歴
2004年に「ご愁傷さま二ノ宮くん」で小説家デビューし、同年に第16回ファンタジア長編小説大賞佳作を受賞した。

## 作品リスト

### 富士見ファンタジア文庫
- ご愁傷さま二ノ宮くん（2004年9月 - 2009年1月、全10巻+短編全7巻、イラスト：高苗京鈴）
- 1×10 藤宮十貴子は懐かない（2009年9月 - 2011年2月、全5巻、イラスト：PANDA）
- ニート吸血鬼、江藤さん（2011年4月 -8月 、全2巻、イラスト：空中幼彩）
- 鳩子さんとラブコメ（2012年2月 - 2013年3月、全4巻、イラスト：nauribon）

### MF文庫J
- お兄ちゃんだけど愛さえあれば関係ないよねっ（2010年12月 - 2019年1月、全12巻、イラスト：閏月戈）
- 今日から僕は！（2014年10月 - 、既刊1巻、イラスト：中田貴大）
- 宮本サクラが可愛いだけの小説。（2019年2月 -、既刊4巻、イラスト：rurudo）
- ラブコメ・イン・ザ・ダーク（2022年5月 -、既刊2巻、イラスト：tatsuki）
- 義理の妹と結婚します（2023年2月 -、既刊2巻、イラスト：遺伝子ひな）

### ダッシュエックス文庫
- 文句の付けようがないラブコメ（2014年11月 - 2017年12月、全7巻、イラスト:肋兵器）
- 貴方がわたしを好きになる自信はありませんが、わたしが貴方を好きになる自信はあります（2017年12月 - 、既刊3巻、イラスト：タイキ）

### ガガガ文庫
- 育ちざかりの教え子がやけにエモい（2020年4月 - 、既刊4巻、イラスト:DSマイル）

### 角川スニーカー文庫
- なーんにもできないギャルが唯一できるコト（2023年4月 - 、既刊2巻、イラスト:ゆがー）

### その他
- 空とタマ -Autumn Sky,Spring Fly- （2006年7月、富士見ミステリー文庫、イラスト:原建人）
- テレビアニメ「ご愁傷さま二ノ宮くん」（第8話脚本）
- ……なんでそんな、ばかなこと聞くの？（2017年9月、角川文庫、イラスト:白身魚）
- 双子探偵 詩愛&心逢（2025年４月、TO文庫、イラスト:深崎暮人）
- 双子探偵 詩愛&心逢 さようなら、私の可愛くない双子たち（2025年４月、TO文庫、イラスト:深崎暮人）